# Zuster Leontine
Zuster Leontine (geboren als Jozefa de Buysscher) (Borgerhout, 10 maart 1923 – 19 februari 2012) was een Belgische arts en zuster die gold als pionier en promotor van de palliatieve zorg in België.

## Biografie
Ze was de jongste van acht kinderen en maakte aanvankelijk eerst haar beroepsstudie handel af. Daarna werkte ze enkele jaren als boekhoudster. Tijdens een vakantiejob in het ziekenhuis, kwam ze in contact met de Gasthuiszusters.
In 1949 - als zesentwintigjarige - trad ze in het klooster in bij de hospitaalzusters augustinessen in Brussel en werkte als verpleegkundige. Pas later studeerde ze op aanraden van haar overste arts en ziekenhuiswetenschappen aan de Katholieke Universiteit Leuven, waar ze in 1964 promoveerde. Daarna was ze 25 jaar directrice van het Algemeen Ziekenhuis Sint-Jan in het centrum van Brussel. Zuster Leontine gaf ook les aan de verpleegstersschool,
en zetelde in de beheerraad van het Nationaal Verbond van Katholieke Vlaamse Verpleegkundigen en Vroedvrouwen (NVKVV) en het Verbond van Verzorgingsinstellingen (VVI).
Eenmaal op pensioen ging ze in het buitenland studeren inzake begeleiding van ongeneeslijk zieke patiënten. In 1990 startte Zuster Leontine in Sint-Jan de eerste residentiële eenheid voor palliatieve zorgen. Het was een "zorgzaam" alternatief voor euthanasie. In 1991 werd de afdeling erkend en door de overheid gesubsidieerd.
In 1993 ontvangt zuster Leontine een eredoctoraat van de Katholieke Universiteit Brussel. In 1995 wordt ze door de lezers van de Franstalige krant La Libre Belgique tot persoonlijkheid van het jaar verkozen. In 2003 kreeg zuster Leontine erkenning door het Hof: zij kreeg het grootkruis in de Kroonorde.

## Oeuvre
- Menswaardig sterven, Davidsfonds, Leuven, 1992. ISBN 90-6152-769-4.
- Waarom nog euthanasie?, Davidsfonds, Leuven, 1995, ISBN 90-6152-899-2.

- Digitale Bibliotheek voor de Nederlandse Letteren: leon037
- International Standard Name Identifier: 0000 0003 9676 6408
- Nederlandse Thesaurus van Auteursnamen: 099934493
- Virtual International Authority File: 291806950
- WorldCat: E39PBJkp3p9J6YyTBPmwBgv4MP